# 花蓓
花蓓（1968年5月—），江苏镇江人，回族，中华人民共和国政治人物，第十二届全国人民代表大会、第十三届全国人民代表大会上海地区代表，上海市政协副秘书长。

## 生平
毕业于上海师范大学历史学专业，加入中国民主同盟。曾任静安区人口和計劃生育委員會主任、中国民主同盟静安区主任委员，闸北区副区长、中国民主同盟闸北区主任委员，上海市监察局副局长，上海市民族和宗教事务委员会主任等职。2013年，被选为全国人大代表。2018年2月24日，当选为第十三届全国人大代表。2022年1月，任上海市政协副秘书长。